# Sauber C24
A Sauber C24 egy Formula–1-es autó, amelyet a Sauber tervezett és versenyeztetett a 2005-ös Formula–1 világbajnokság során. Pilótái Jacques Villeneuve és Felipe Massa voltak, tesztpilóta nem volt. Ez volt a csapat történetének az első idénye, amikor egyetlen európai versenyzőjük sem volt, és közel öt évig az utolsó, amikor Sauber néven indultak, miután a következő évtől kezdve a BMW gyári csapata lettek.

## A szezon
Az autót 2005. január 11-én szerették volna bemutatni Kuala Lumpurban, a Petronas-szal való együttműködés 10. évfordulóján, de a 2004-es indiai-óceáni cunami pusztítása miatt le kellett mondaniuk. A kasztnit a csapat frissen átadott szélcsatornájában tesztelték Hinwillben. A motorok, akár a korábbi években, Petronas névre átcímkézett előző évi Ferrari-egységek voltak.
Kilenc év után elhagyta a Saubert a Red Bull, mint szponzor, hogy a saját csapatukra koncentrálhassanak. Ennek megfelelően az autók festése is változott: az orrkúp már a Michelin kékjét kapta, és több lett a fehér szín az új nagy szponzor, a Credit Suisse színeinek megfelelően.
Az idényben a csapat nem teljesített jól, mindössze konstruktőri nyolcadikok lettek, még úgy is, hogy kétszer majdnem dobogóra állhattak.
A szezon végén kizárólag tesztelési célra átépítették az autókat (C24B), melyekbe a BMW P86-os V8-as motorjai kerültek.

## Eredmények
| Év   | Csapat          | Motor              | Gumik | Pilóták            | 1   | 2   | 3   | 4   | 5   | 6   | 7   | 8   | 9   | 10  | 11  | 12  | 13  | 14  | 15  | 16  | 17  | 18  | 19  | Pontok | Helyezés |
| ---- | --------------- | ------------------ | ----- | ------------------ | --- | --- | --- | --- | --- | --- | --- | --- | --- | --- | --- | --- | --- | --- | --- | --- | --- | --- | --- | ------ | -------- |
| 2005 | Sauber Petronas | Petronas (Ferrari) | M     |                    | AUS | MAL | BHR | SMR | ESP | MON | EUR | CAN | USA | FRA | GBR | GER | HUN | TUR | ITA | BEL | BRA | JPN | CHN | 20     | 8.       |
| 2005 | Sauber Petronas | Petronas (Ferrari) | M     | Jacques Villeneuve | 13  | KI  | 11† | 4   | KI  | 11  | 13  | 9   | NI  | 8   | 14  | 15  | KI  | 11  | 11  | 6   | 12  | 12  | 10  | 20     | 8.       |
| 2005 | Sauber Petronas | Petronas (Ferrari) | M     | Felipe Massa       | 10  | 10  | 7   | 10  | 11† | 9   | 14  | 4   | NI  | KI  | 10  | 8   | 14  | KI  | 9   | 10  | 11  | 10  | 6   | 20     | 8.       |